# Lingue romanze occidentali
Le lingue romanze occidentali rappresentano un sottogruppo delle lingue italo-occidentali, appartenenti a loro volta al più grande gruppo delle lingue romanze.
Esso include 29 idiomi così suddivisi, secondo la classificazione di Ethnologue:
- occidentale (29)
  - gallo-iberico (28)
    - gallo-romanzo (15)
      - gallo-italico (6)
        - emiliano [egl]
        - ligure [lij]
        - lombardo [lmo]
        - piemontese [pms]
        - romagnolo [rgn]
        - veneto [vec]

      - gallo-retico (9)
        - lingue d'oïl (6)
          - francese (5)
            - francese [fra]
            - francese cajun [frc]
            - guernésiais [nrf]
            - picard [pcd]
            - vallone [wln]

          - sudorientale (1)
            - arpitano [frp]

        - reto-romanzo (3)
          - friulano [fur]
          - ladin [lld]
          - romancio [roh]

    - ibero-romanzo (13)
      - iberico orientale (1)
        - catalano [cat]

      - lingue d'oc (2)
        - occitano [oci]
        - shuadit [sdt]

      - iberico occidentale (10)
        - asturo-leonese (2)
          - asturiano [ast]
          - mirandese [mwl]

        - castigliano (4)
          - estremegno [ext]
          - giudeo-spagnolo [lad]
          - spagnolo [spa]
          - spagnolo amazzonico [spq]

        - portoghese-galiziano (4)
          - fala [fax]
          - galiziano [glg]
          - minderico [drc]
          - portoghese [por]

  - pirenaico-mozarabico (1)
    - pirenaico (1)
      - aragonese [arg]